# 铁青树
铁青树（学名：Olax wightiana）为铁青树科铁青树属下的一个种。

## 扩展阅读
- 維基物種上的相關：铁青树